# Deuterogonia
Deuterogonia é um gênero de traça pertencente à família Agonoxenidae.